# Umm al-Qaywayn

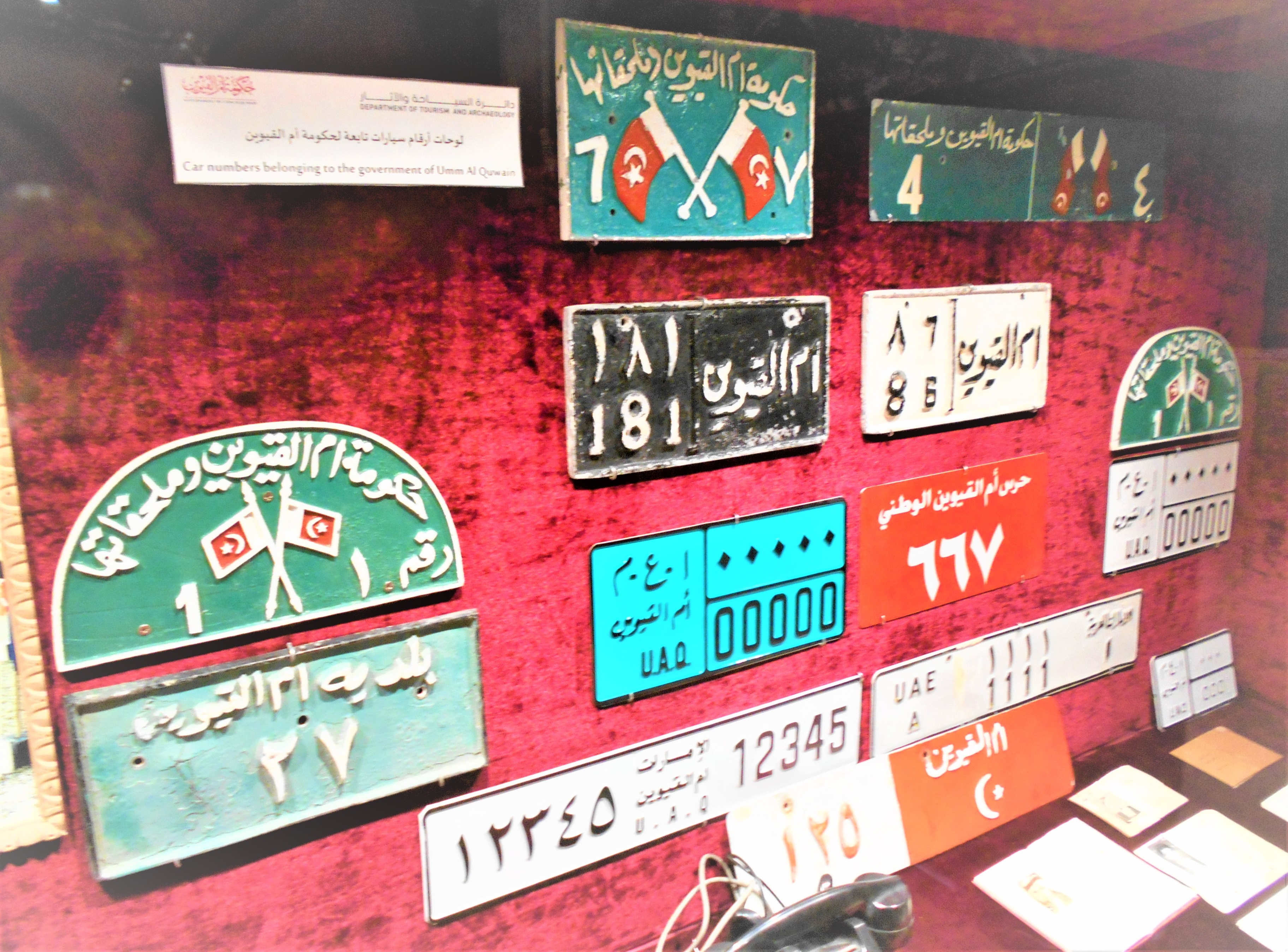
Antiguas patentes de autos de Umm al-Qaywayn, de la época del protectorado británico

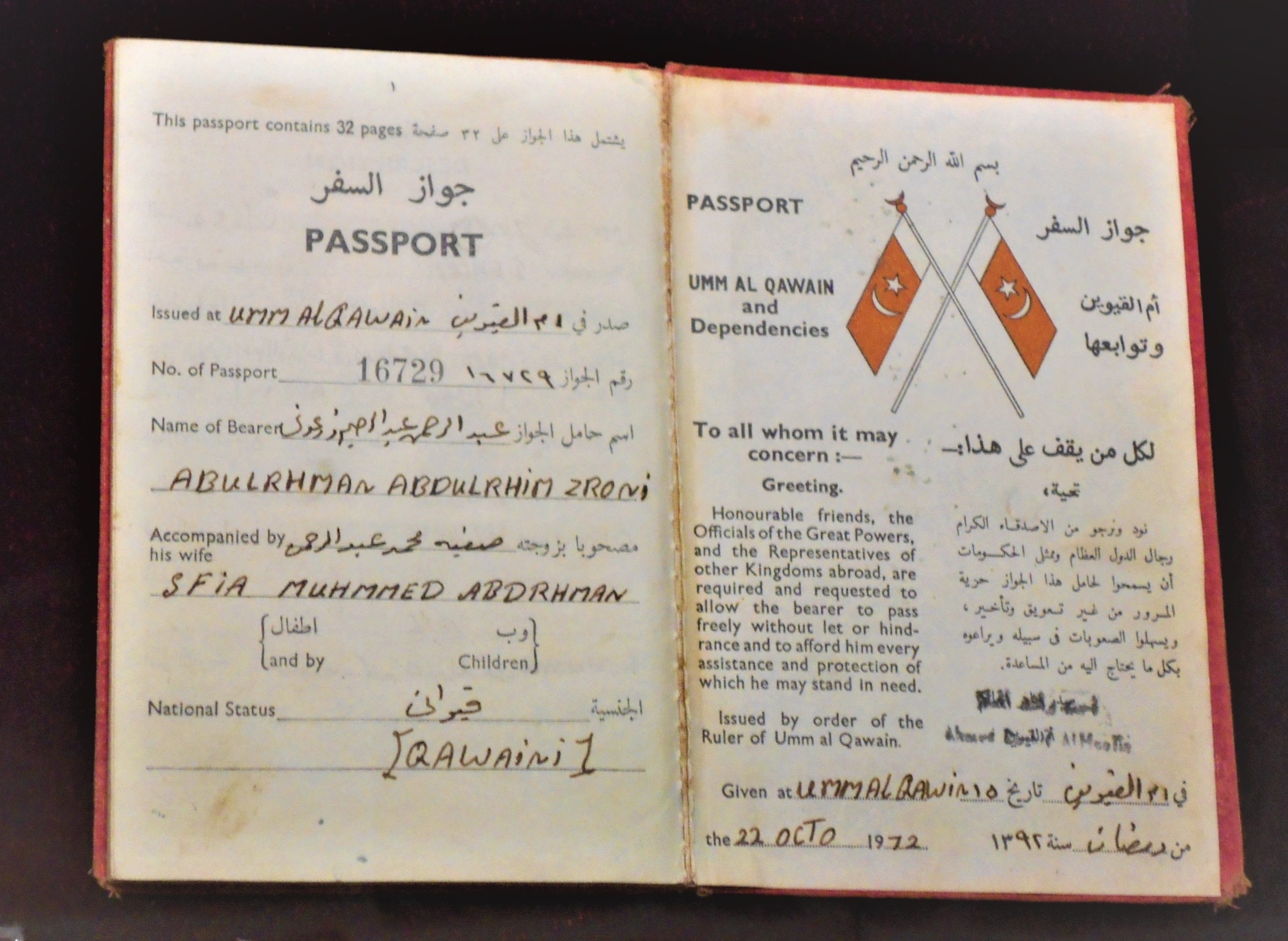
Antiguo pasaporte del emirato de Umm al-Qaywayn; época del protectora británico

Umm al-Qaywayn (árabe: أمّ القيوين) es uno de los siete emiratos que integran desde 1971 los Emiratos Árabes Unidos. Se encuentra al norte del país y está gobernado por el jeque Saud bin Rashid Al Mu'alla.
La población del emirato, que era de 59.098 habitantes en 2007, pasó a ser de 72.000 en 2019, ocupando un área de 777 km² (unas 300 millas cuadradas), siendo el 2º emirato más pequeño y el menos poblado del país.
Hay otras alternativas de transcripción del nombre árabe al alfabeto latino, entre las que se encuentran: Umm al Qiwain (usado en los antiguos sellos postales), Umm al-Qawain, Umm al-Qaywayn, Umm el-Qiwain, y Umm al-Quwain.
Se han establecido múltiples teorías sobre el origen del nombre Umm al- Qaywayn; la más aceptada es que significa "madre de los 2 poderes", de la frase "Umm al-Quwatain" (en árabe: ام القوتين), en mención a las 2 formas de poderes geográficos, por su riqueza de actividades tanto en tierra como en agua. Otros hacen referencia como los 2 poderes de la economía y la agricultura. Otra teoría es que la palabra "Quwain" se inspira en una palabra árabe "Qawn" que significa "hierro", en mención al hierro del lugar.

## Geografía

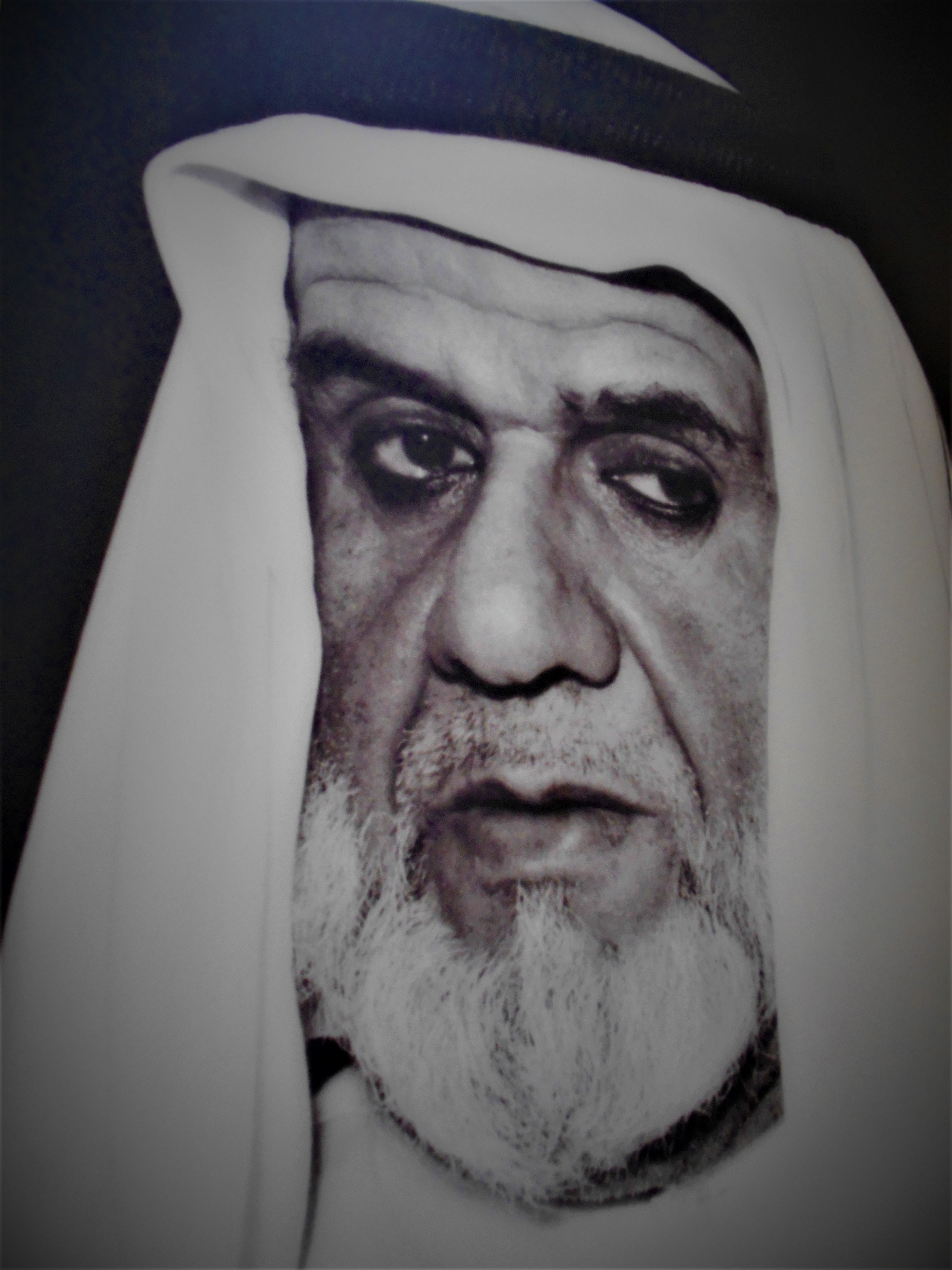
El jeque Ahmad bin Rashid Al Mualla (1902-1981) fue gobernante del emirato de Umm Al Quwain desde 1929 hasta 1981

El emirato consiste en la ciudad costera principal de Umm al-Qaywayn y la ciudad oasis interior de Falaj Al Mualla, a unos 30 km (19 millas) de la costa. A diferencia de algunos de sus vecinos, Umm al-Qaywayn no ha hecho ningún hallazgo significativo de petróleo o gas en su territorio y depende de los ingresos de hoteles, parques y turismo, actividades pesqueras y comerciales en general, así como la Zona de Libre Comercio de Umm al-Qaywayn (UAQFTZ) con base en Port Ahmed Bin Rashid.
La compañía American Oil Company Occidental adquirió una concesión para buscar petróleo en aguas territoriales de Umm al-Quwain en 1969, a 9 millas de la isla de Abu Musa; sin embargo, entró un conflicto con un límite reclamado por Sharjah y, cuando los británicos propusieron la espera al resultado de un arbitraje, la posterior invasión de las islas por parte de Irán el 30 de noviembre de 1971 hizo que el tema fuera discutible. Occidental nunca encontraría petróleo bajo su concesión Umm al-Quwain.
Al este de la península continental, Umm al-Quwain cuenta con 7 islas arenosas con densos bosques de manglares, separadas por una serie de arroyos; la mayor es Al Sinniyah, seguida de Jazirat Al Ghallah y Al Keabe, todas las cuales son visibles desde el casco antiguo. Entre estas y las llanuras costeras se encuentran las islas más pequeñas de Al Sow, Al Qaram, Al Humaidi, Al Chewria y Al Harmala. El arroyo Madaar corre entre las islas y proporciona una vía navegable para pescadores, incluso en marea baja.
La isla Al Sinniyah, cerca de Umm al-Quwain, es hogar de la colonia de cormoranes Socotra más grande de Emiratos Árabes, con más de 15.000 ejemplares que la convierten en la 3ª colonia más grande del mundo. Las gacelas árabes se han introducido a Sinniyah y parecen estar prosperando. La vida marina es notable por su abundancia y diversidad: los tiburones de arrecife de punta negra patrullan la costa exterior, mientras que las tortugas verdes son ubicuas en los cables internos en particular. 
Clima

Desde noviembre hasta marzo, la temperatura promedio es de 27 °C (81 °F) durante el día y de 15 °C (59 °F) por la noche, pero puede elevarse a más de 40 °C (104 °F) pico del verano y cuando los niveles de humedad son altos. La precipitación es mínima y promedia 42 mm (1,7 pulgadas) al año. La costa experimenta brisas marinas refrescantes durante el día.

## Política y Gobierno

### Gobernantes
Los sucesivos gobernantes han sido:
- 1775 - 17... Jeque Majid Al Mu`alla
- 17... - 1816 Jeque Rashid I bin Majid Al Mu`alla
- 1816 - 1853 Jeque Abdullah I bin Rashid Al Mu`alla
- 1853 - 1873 Jeque Ali bin Abdullah Al Mu`alla
- 1873 - 13 de junio de 1904 Jeque Ahmad I bin Abdullah Al Mu`alla (n. 18...- f. 1904)
- 13 de junio de 1904 - agosto de 1922 Jeque Rashid II bin Ahmad Al Mu`alla (n. 1875 - f. 1922)
- Agosto de 1922 - octubre de 1923 Jeque Abdullah II bin Rashid Al Mu`alla
- Octubre de 1923 - 9 de febrero de 1929 Jeque Hamad bin Ibrahim Al Mu`alla
- 9 de febrero de 1929 - 21 de febrero de 1981 Jeque Ahmad II bin Rashid Al Mu`alla (n. 1904 - f. 1981)
- 21 de febrero de 1981 - 2 de enero de 2009 Jeque Rashid bin Ahmed Al Mu'alla II (n. 1930 - f. 2009)
- 2 de enero de 2009, el Jeque Saud bin Rashid Al Mu'alla